# Itzy
ITZY (em coreano: hangul: 있지; romaniz.: Romanização revisada: Itji; McCune-Reischauer: Itchi; estilizado em letras maiúsculas) é um girl group sul-coreano formado pela JYP Entertainment em 2019. O grupo é composto por cinco integrantes: Yeji, Lia, Ryujin, Chaeryeong e Yuna. Elas estrearam em 12 de fevereiro de 2019, com o lançamento de seu single álbum It'z Different. Seus prêmios incluem Revelação do Ano no 34º Golden Disc Awards, Novo Artista do Ano no 9º Gaon Chart Music Awards e Melon Music Awards de 2019, Melhor Nova Artista Feminina no Mnet Asian Music Awards de 2019, e o Prêmio Novo Artista no 29º Seoul Music Awards; Itzy foi o segundo girl group de K-pop a alcançar o "Rookie Grand Slam".

## Nome
Itzy tem o significado de “Você tem tudo o que queremos, certo? É claro". Itzy (있지) também significa "ter" em coreano. Inclui o significado de letras em inglês, como 'para referir-se a um objeto específico, e o significado de 'ter' em coreano para enfatizar que é um grupo feminino com todos os encantos que os grupos femininos devem ter.

## História

### 2015–2019: Atividades de pré-estreia
Depois de não passar nas audições realizadas pela Fantagio, Chaeryeong e sua irmã foram escaladas pela JYP Entertainment (JYP) através da série de televisão K-pop Star 3. Em 2015, Chaeryeong participou do programa de sobrevivência da JYP Sixteen mas não fez parte da escalação final do girl group vencedor, Twice. A primeira integrante do Itzy a ingressar na JYP, ela treinou por cinco anos. Ryujin foi observada em um show de Got7 e treinou na JYP por quatro anos antes da estreia de Itzy. Tanto Yuna quanto Yeji ingressaram na JYP em 2015 e treinaram por três anos, Yuna após ser descoberta pela equipe da empresa e Yeji após ter feito um teste com sucesso. A última integrante Lia inicialmente fez o teste para SM Entertainment e foi aprovada, mas foi forçada a desistir no último minuto devido a um desentendimento com seus pais. Ela passou nas audições da JYP vários anos depois e treinou por dois anos.
Em 2017, Yuna e Ryujin apareceram no rolo de destaques de BTS "Love Yourself". No mesmo ano, os membros (exceto Lia) apareceram no reality show da Mnet Stray Kids como um grupo de projeto ao lado do grupo masculino que eventualmente se chamaria Stray Kids. Ryujin competiu no programa de sobrevivência da JTBC Mix Nine, ficando em primeiro lugar entre as competidoras femininas, mas perdendo para os competidores masculinos no geral. Enquanto isso, Yeji participou de The Fan da SBS mas foi eliminada no quinto episódio.

### 2019: Estreia comIt'z Different e It'z Icy

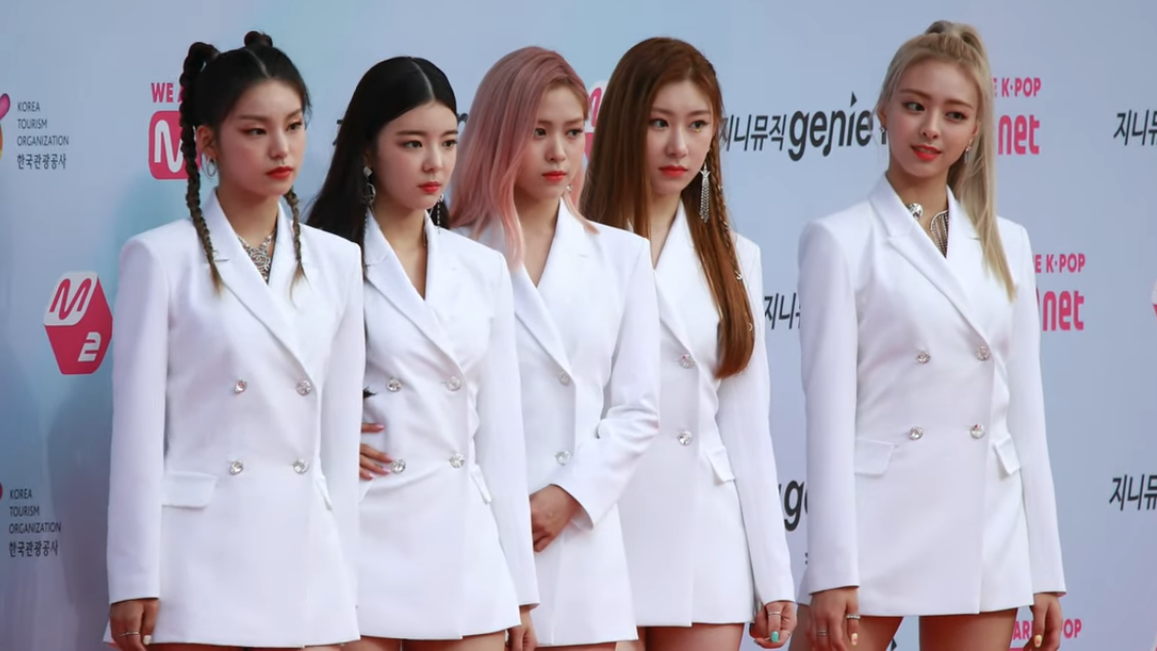
Itzy no M2 X Genie Music Awards de 2019, onde ganharam o prêmio de Melhor Novo Artista

Em 21 de janeiro de 2019, a JYP anunciou que estrearia um novo girl group, o primeiro desde Twice em 2015 e o primeiro grupo ídolo geral desde Stray Kids em 2017. O canal oficial da gravadora no YouTube carregou um trailer revelando os cinco membros. No dia 12 de fevereiro, o grupo lançou seu primeiro single álbum, It'z Different, liderado pelo single "Dalla Dalla". A canção incorporou elementos de subgêneros EDM, como future house e bass house, e suas letras poderosas foram bem recebidas pelo público. O grupo marcou uma das maiores estreias na Billboard para um novo grupo de K-pop em anos, com "Dalla Dalla" entrando em terceiro lugar e chegando ao número dois na parada World Digital Song Sales. A canção vendeu 2.000 downloads nos EUA na semana encerrada em 14 de fevereiro, de acordo com a Nielsen Music, tornando-se a canção de K-pop mais vendida no país naquela semana. "Want It?" foi lançada junto com "Dalla Dalla" e estreou na oitava posição, vendendo 1.000 downloads. "Dalla Dalla" também estreou como a segunda canção mais popular no YouTube. A Billboard confirmou que o videoclipe de "Dalla Dalla" ultrapassou 17,1 milhões de visualizações em 24 horas após seu lançamento e quebrou o recorde de videoclipe de estreia de K-pop mais visto em 24 horas. Em 21 de fevereiro, oito dias após sua estreia, Itzy recebeu sua primeira vitória em um programa musical no M Countdown, quebrando o recorde de tempo mais rápido para um girl group alcançar sua primeira vitória em um programa musical. A música ganhou nove vezes em programas musicais, e seu videoclipe se tornou o videoclipe de estreia de K-pop mais rápido a atingir 100 milhões de visualizações no YouTube na época.
O primeiro extended play (EP), It'z Icy, foi lançado em 29 de julho, junto com um videoclipe para o single "Icy". Comercialmente, o EP foi um sucesso, alcançando a posição número três na Gaon Album Chart. "Icy" deu continuidade ao sucesso do grupo em programas musicais, conquistando 12 vitórias, incluindo uma tríplice coroa no Show Champion. Em 22 de setembro, a JYP anunciou a turnê showcase de Itzy, a Itzy Premiere Showcase Tour "Itzy? Itzy!".  A turnê começou em Jacarta em 2 de novembro e visitou diferentes cidades na Ásia ao longo do final de 2019 e nos EUA para cinco shows em janeiro de 2020. Em novembro de 2019, "Dalla Dalla" ultrapassou 100 milhões de streams na Gaon Music Chart, dando ao grupo sua primeira certificação platina. Foi a primeira canção de estreia de um grupo de K-pop a ganhar uma certificação de platina da Korea Music Content Association (KMCA) desde a introdução das certificações em abril de 2018. O single ficou em oitavo lugar na lista das "20 melhores músicas de K-pop de 2019" compilada pela Dazed, que descreveu o grupo como tendo mantido "uma mão firme no leme usando os toques divertidos mesmo com o visual e caos sonoro acontecendo por aí" e "aqueles que dão um novo impulso ao K-pop". Os videoclipes de "Dalla Dalla" e "Icy" foram colocados na lista dos videoclipes mais populares da Coreia do Sul no YouTube nos números dois e sete, respectivamente. No final do ano, Itzy ganhou vários prêmios de Melhor Nova Artista Feminina, incluindo o Melon Music Awards de 2019 e o Mnet Asian Music Awards.

### 2020–2021: Turnêshowcasenos Estados Unidos e sucesso comercial contínuo
Itzy começou o ano com a parte norte-americana de sua turnê showcase. Seu primeiro show foi em 17 de janeiro de 2020, em Los Angeles. Em 9 de março, Itzy lançou seu segundo EP, It'z Me, e seu primeiro single "Wannabe". Apresentando produção de Sophie e Oliver Heldens, o EP viu o grupo experimentar sons EDM enquanto continuava a explorar temas líricos de liberdade, autoconfiança e individualidade. It'z Me estreou em primeiro lugar na Gaon Album Chart da Coreia do Sul, tornando-se o primeiro álbum do grupo número um no país. Ele também estreou em quinto lugar na parada World Albums da Billboard, sua posição mais alta na parada na época. O grupo alcançou oito vitórias em programas musicais com "Wannabe". Em 17 de agosto de 2020, Itzy lançou Not Shy, seu terceiro EP, bem como o videoclipe do single de mesmo nome. Embora apresentasse o som pop "teen crush" característico de Itzy, o álbum marcou uma mudança lírica à medida que o grupo fazia a transição de cantar sobre "temas de independência e amor próprio" para "introduzir os pés nas águas do canto sobre o amor". O EP estreou em primeiro lugar na Gaon Album Chart com vendas de mais de 219.048 cópias, seu segundo lançamento no topo da parada. Itzy promoveu "Not Shy" em programas musicais, alcançando cinco vitórias.

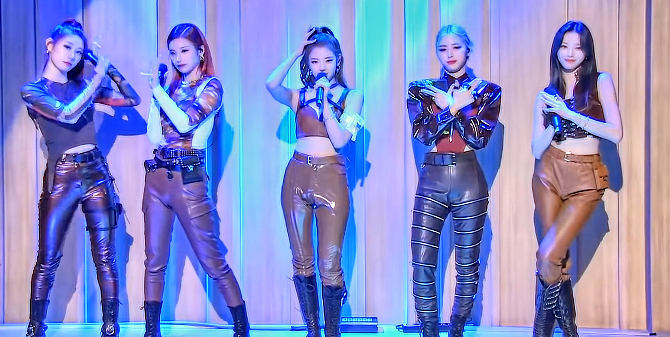
Itzy em maio de 2021

Em 20 de março de 2021, Itzy lançou o single digital "Trust Me (Midzy)", uma canção dedicada aos seus fãs, como parte de seu primeiro evento global de transmissão ao vivo. Em 30 de abril, Itzy lançou seu quarto EP Guess Who e seu single "In the Morning". A canção estreou e alcançou a posição 22 na Billboard Global Excl. U.S. e também no número 34 na parada Global 200, tornando-se a entrada mais alta em ambos. O EP entrou na Billboard 200 dos EUA na posição 148, tornando-se sua primeira aparição na parada. Mais tarde naquele ano, o EP foi certificado Platina pela Korea Music Content Association (KMCA). A versão em inglês de "In the Morning" foi lançada em 14 de maio. Em 1 de julho de 2021, Second Aunt KimDaVi e Itzy lançaram o single digital colaborativo "Break Ice" pela VIVO WAVE e distribuído por Genie Music e Stone Music Entertainment. Em 1 de setembro, foi anunciado que Itzy faria sua estreia no Japão pela Warner Japan com o EP What'z Itzy. Em 24 de setembro, Itzy lançou seu primeiro álbum de estúdio Crazy in Love e seu single "Loco". O álbum estreou na 11ª posição na Billboard 200, um novo recorde na carreira do grupo. Crazy in Love foi certificado Platina pela KMCA em novembro de 2021 por vender mais de 250.000 cópias e 2× Platina em fevereiro de 2022 por vender mais de 500.000 cópias. Em 22 de dezembro de 2021, o grupo lançou um álbum de compilação japonês intitulado It'z Itzy.

### 2022–presente: Esforços internacionais
Em 10 de fevereiro de 2022, foi relatado pela Billboard que Republic Records e JYP Entertainment adicionaram Itzy à sua parceria estratégica, que inicialmente incluía apenas Twice. Em 6 de abril, Itzy lançou seu primeiro single japonês "Voltage". Em 15 de julho, Itzy lançou seu quinto EP Checkmate e seu single "Sneakers". Também foi anunciado que eles embarcariam em sua primeira turnê mundial, a Checkmate World Tour, com os primeiros shows em Seul nos dias 6 e 7 de agosto. Itzy lançou seu segundo single japonês "Blah Blah Blah" em 5 de outubro e seu primeiro single em inglês "Boys Like You" em 21 de outubro. Em 30 de novembro, Itzy lançou seu sexto EP Cheshire e seu single de mesmo nome.
Em 31 de julho de 2023, Itzy lançou seu sétimo EP Kill My Doubt, liderado pelo single "Cake". Antes do lançamento do EP, o quinteto lançou videoclipes para os lados B "Bet on Me" e "None of My Business", nos dias 3 e 24 de julho, respectivamente. O quinteto realizou um showcase no SK Olympic Handball Gymnasium em apoio ao EP no dia de seu lançamento. Seguindo as notícias do primeiro álbum de estúdio do grupo em japonês em fevereiro de 2023, o álbum, intitulado Ringo, foi anunciado oficialmente em 7 de agosto, com lançamento em 18 de outubro.
Em 18 de setembro de 2023, a JYP Entertainment anunciou que Lia entraria em um hiato devido à ansiedade. Itzy está definido para lançar seu segundo álbum de estúdio, Born to Be, em 8 de janeiro de 2024, que contará com as primeiras faixas solo do grupo em um lançamento.

## Integrantes
- Yeji (hangul: 예지), nascida Hwang Ye-ji (hangul: 황예지) em 26 de maio de 2000 (25 anos) em Jeonju, Coreia do Sul. É a leader, main vocalist main dancer e sub rapper.[67][68]

- Lia (hangul: 리아), nascida Choi Ji-soo (hangul: 최지수) em 21 de julho de 2000 (24 anos) em Incheon, Coreia do Sul. É lead vocalist.[67][68]

- Ryujin (hangul: 류진), nascida Shin Ryu-jin (hangul: 신류진) em 17 de abril de 2001 (24 anos) em Seul, Coreia do Sul. É main rapper, lead dancer, sub vocalist[67][68]

- Chaeryeong (hangul: 채령), nascida Lee Chae-ryeong (hangul: 이채령) em 5 de junho de 2001 (24 anos) em Yongin, Coreia do Sul. É main dancer, sub vocalist  e sub rapper.[67][68]

- Yuna (hangul: 유나), nascida Shin Yu-na (hangul: 신유나) em 9 de dezembro de 2003 (21 anos) em Suwon, Coreia do Sul. É lead dancer,  lead rapper e sub vocalist.[67][68]

## Endossos

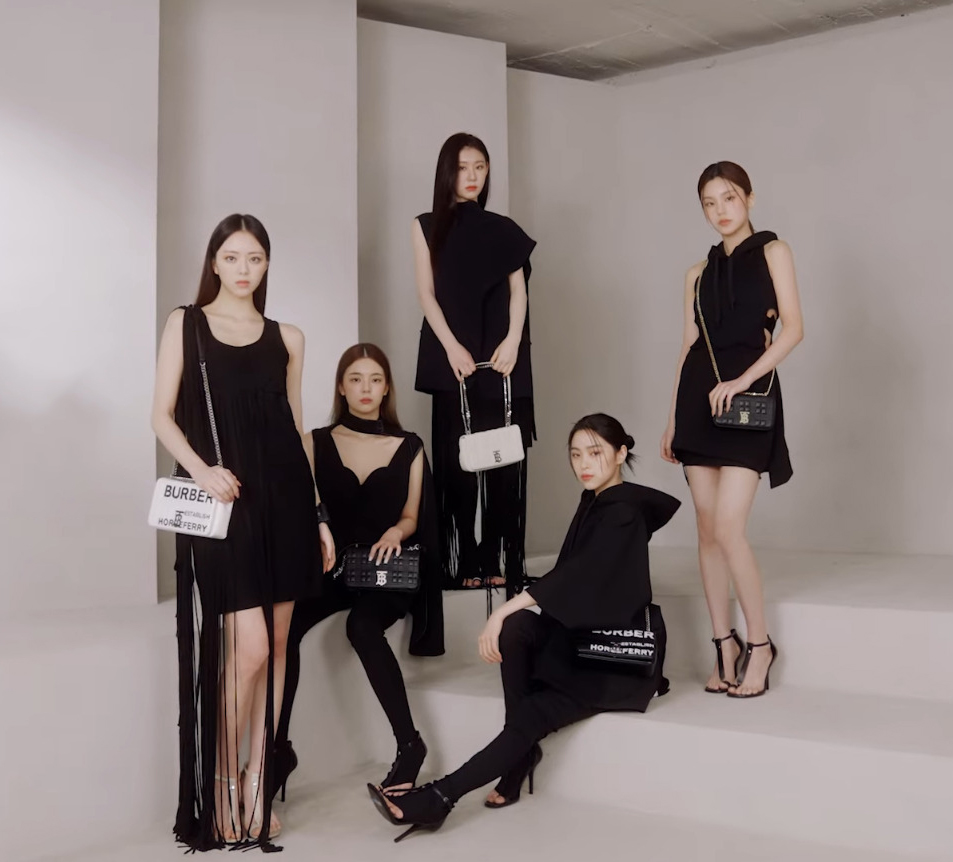
Itzy para Marie Claire Korea X Burberry em 2022

Itzy fez propaganda de várias marcas desde sua estreia em 2019, quando colaboraram com Kia Motors para apresentar os carros "Soul Booster" no videoclipe do single de estreia de Itzy "Dalla Dalla". Posteriormente, elas lançaram o "Vídeo especial Itzy X Soul Booster". Itzy se tornou uma das celebridades endossantes do Lotte Duty Free em 2019. Mais tarde naquele ano, Itzy assinou acordos de endosso com a marca de roupas Andar e MAC Cosmetics. Itzy também endossou marcas locais como Dongseo Food e CJ CheilJedang, que colaborou com Itzy para lançar a edição limitada de "Gourmet Chicken" que foi promovida com o lançamento de um videoclipe temático no YouTube. Em agosto de 2020, Itzy colaborou com Line Friends para participar do desenvolvimento do personagem de "amigos para toda a vida" chamados bonecos "WDZY" representando cada membro. Itzy endossou a marca local de lentes de contato Claren em 2021.
Em 31 de abril de 2021, Maybelline New York anunciou que escolheu Itzy como seu novo porta-voz global, o primeiro ato coreano a ser escolhido como tal pela Maybelline New York. Em março de 2022, Itzy promoveu o evento Adidas Members Week no Adidas Hongdae Center. Elas anunciaram o videogame Pokémon Legends: Arceus e o Pokémon Card Game em janeiro de 2022, seguido por Pokémon Unite em julho de 2022 junto com o lançamento do vídeo especial "Pokémon Unite / Itzy Special Show!" em 7 de julho. Em 10 de março de 2022, a marca de moda sueca H&M anunciou que selecionou Itzy como modelo para a campanha primavera/verão da marca. Em 16 de agosto de 2022, Itzy tornou-se embaixador da marca de moda de Singapura Charles & Keith. Em 20 de março de 2023, Itzy foi anunciado como o mais novo embaixador do Mobile Legends: Bang Bang. Em 20 de setembro de 2023, Itzy tornou-se modelo publicitário e participou de um TV CF para a marca de café Mega MGC Coffee com Son Heung-min.

## Discografia
| Álbuns coreanos - Crazy in Love (2021) - Born to Be (2024) | Álbuns japoneses - Ringo (2023) |

## Videografia

### Vídeoclipes
| Ano  | Título                     |
| ---- | -------------------------- |
| 2019 | "(달라달라) DALLA DALLA"   |
| 2019 | "ICY"                      |
| 2020 | "WANNABE"                  |
| 2020 | "Not Shy"                  |
| 2021 | "마.피.아. In the morning" |
| 2021 | "LOCO"                     |
| 2021 | "SWIPE"                    |
| 2021 | "Break Ice"                |
| 2022 | "Voltage"                  |
| 2022 | "#Twenty"                  |
| 2022 | "SNEAKERS"                 |
| 2022 | "Blah Blah Blah"           |
| 2022 | "Cheshire"                 |
| 2022 | "Boys like you"            |
| 2023 | "BET ON ME"                |
| 2023 | "Cake"                     |
| 2023 | "None of My Business"      |
| 2023 | "Ringo"                    |
| 2024 | "Born To Be"               |
| 2024 | "Mr. Vampire"              |
| 2024 | "Untouchable"              |
| 2024 | "Crown On My Head (Yeji)"  |
| 2024 | "Run Away (Ryujin)"        |
| 2024 | "Mine (Chaeryeong)         |
| 2024 | "Yet, but (Yuna)           |
| 2024 | "Algorythm"                |
| 2024 | "GOLD"                     |
| 2024 | "Imaginary Friend"         |

### Outros Vídeos
| Ano  | Título                       |
| ---- | ---------------------------- |
| 2024 | "Blossom (Lia) Lyrics Video" |

## Filmografia

### Web shows
| Ano  | Título                                          | Nota(s)                            | Ref.    |
| ---- | ----------------------------------------------- | ---------------------------------- | ------- |
| 2019 | Itzy? Itzy!                                     | Estreou em 20 de fevereiro de 2019 | [ 28 ]  |
| 2019 | I See Itzy                                      | Estreou em 7 de agosto de 2019     | [ 96 ]  |
| 2019 | A to Z <M2 Special – Itzy Vlog> "Itzy in Paris" | Estreou em 14 de novembro de 2019  | [ 97 ]  |
| 2019 | Itzy It'z Tourbook                              | Estreou em 13 de dezembro de 2019  | [ 98 ]  |
| 2020 | 100 Hours of Romantic Travel "Paris et Itzy"    | Estreou em 21 de janeiro de 2020   | [ 99 ]  |
| 2020 | Bu:Quest of Itzy                                | Estreou em 7 de julho de 2020      | [ 100 ] |
| 2020 | Itzy in Korea                                   | Estreou em 26 de novembro de 2020  | [ 101 ] |
| 2021 | 2TZY: Hello 2021                                | Estreou em 6 de janeiro de 2021    | [ 102 ] |
| 2021 | It'z Playtime                                   | Estreou em 8 de fevereiro de 2021  | [ 103 ] |
| 2021 | CSI: Codename Secret Itzy                       | Estreou em 2 de março de 2021      | [ 104 ] |
| 2021 | CSI: Codename Secret Itzy Season 2              | Estreou em 17 de agosto de 2021    | [ 105 ] |
| 2022 | Itzy V2log: Hello 2022                          | Estreou em 4 de março de 2022      | [ 106 ] |
| 2022 | Itzy Cozy House                                 | Estreou em 4 de maio de 2022       | [ 107 ] |
| 2022 | I'm in LA (LA@ITZY)                             | Estreou em 21 de setembro de 2022  | [ 108 ] |
| 2023 | My Favorite Itzy                                | Estreou em 4 de outubro de 2023    | [ 109 ] |

## Concertos e turnês
- Checkmate World Tour (2022–2023)
- Born to Be World Tour (2024)

## Prêmios e indicações
Itzy ganhou seu primeiro prêmio, o "Melhor Artista Revelação Feminino", em 1 de agosto de 2019 no M2 X Genie Music Awards. Nove dias após a estreia, em 21 de fevereiro de 2019, elas receberam sua primeira vitória no programa musical M Countdown da Mnet com "Dalla Dalla", se tornando o grupo feminino mais rápido a ganhar um prêmio em um programa musical. O grupo recebeu um total de oito prêmios revelação em várias cerimônias de premiação em seu ano de estreia.